# Stazione di Ranzo-Sant'Abbondio
La stazione di Ranzo-Sant'Abbondio è una fermata ferroviaria posta sulla ferrovia Cadenazzo-Luino.
Serve i centri abitati di Ranzo e di Sant'Abbondio, frazioni del comune di Gambarogno.
Tra la stazioni della linea site in territorio elvetico, è la più prossima al confine con l'Italia, e l’unica per cui siano ancora validi i biglietti a tariffa regionale della Lombardia.

## Storia

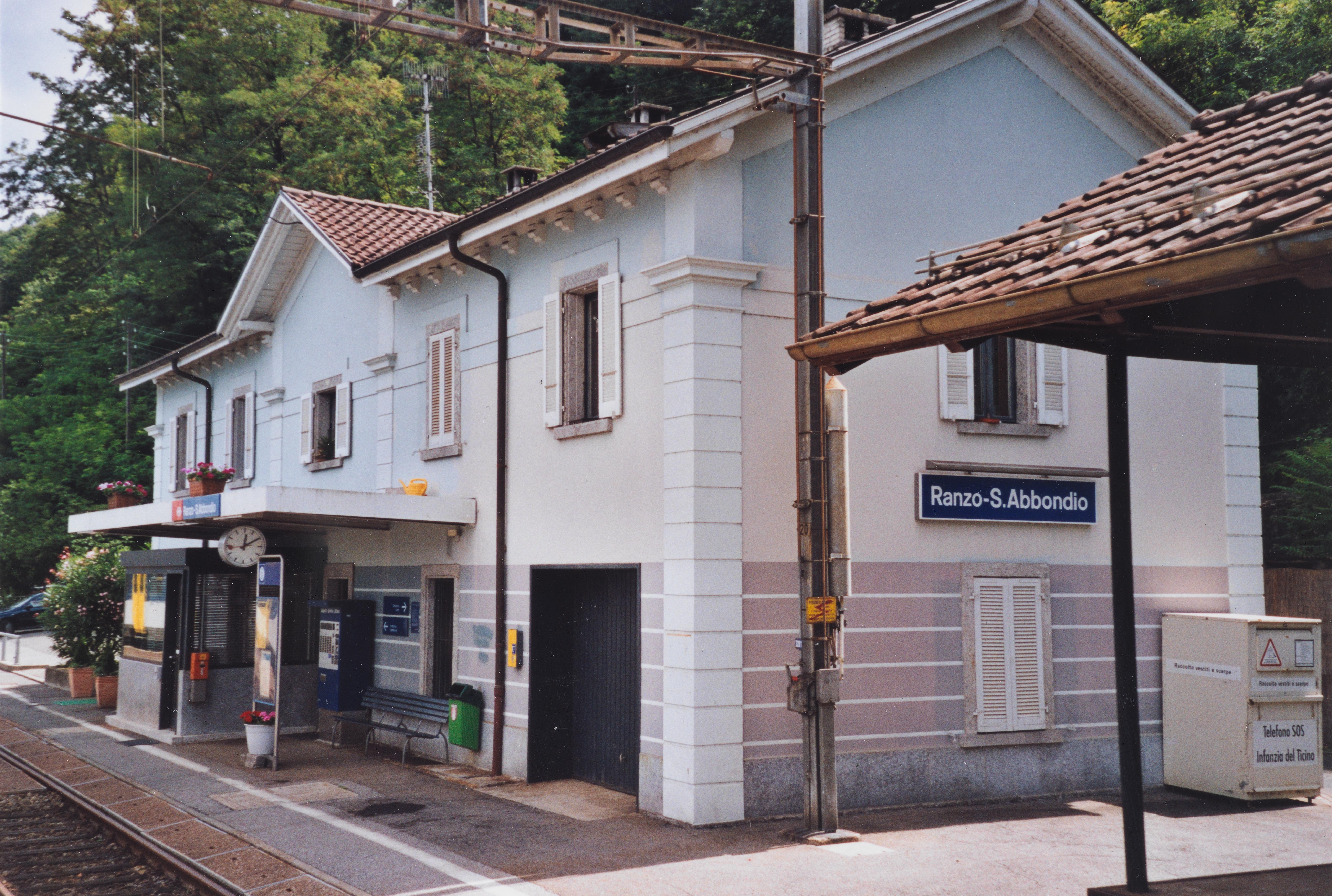
Nel 2005

La stazione venne aperta all'esercizio nel 1913. Originariamente stazione con due binari, fu successivamente declassata a fermata.

## Strutture e impianti
La fermata è dotata di un binario passante per il servizio viaggiatori.

## Movimento
Al 2016 la fermata è servita, con cadenza bi-oraria, dai treni regionali della linea S30 della rete celere del Canton Ticino.

## Servizi
- Biglietteria automatica